# Alfonso Téllez de Molina

Escudo del infante Alfonso de Molina, padre de Alfonso Téllez de Molina.

Alfonso Téllez de Molina (c.1262-1314). Fue hijo del infante Alfonso de Molina y de Mayor Alfonso de Meneses, y fue el VII señor de Meneses, y también de Tiedra, Montealegre, Grajal de Campos, Alba de Liste, San Román, San Felices y de la mitad de Alburquerque, y fue alférez del rey Sancho IV de Castilla.
Fue nieto del rey Alfonso IX de León.

## Orígenes familiares
Alfonso Téllez de Molina era hijo del infante Alfonso de Molina y de su tercera esposa, Mayor Alfonso de Meneses. Sus abuelos por parte paterna fueron el rey Alfonso IX de León y la reina Berenguela de Castilla, y por parte materna era nieto de Alfonso Téllez de Meneses «el Mozo», cuarto señor de Meneses, y de su primera esposa, María Yáñez de Lima. 
Fue hermano de María de Molina, reina consorte de Castilla por su matrimonio con Sancho IV de Castilla.

## Biografía

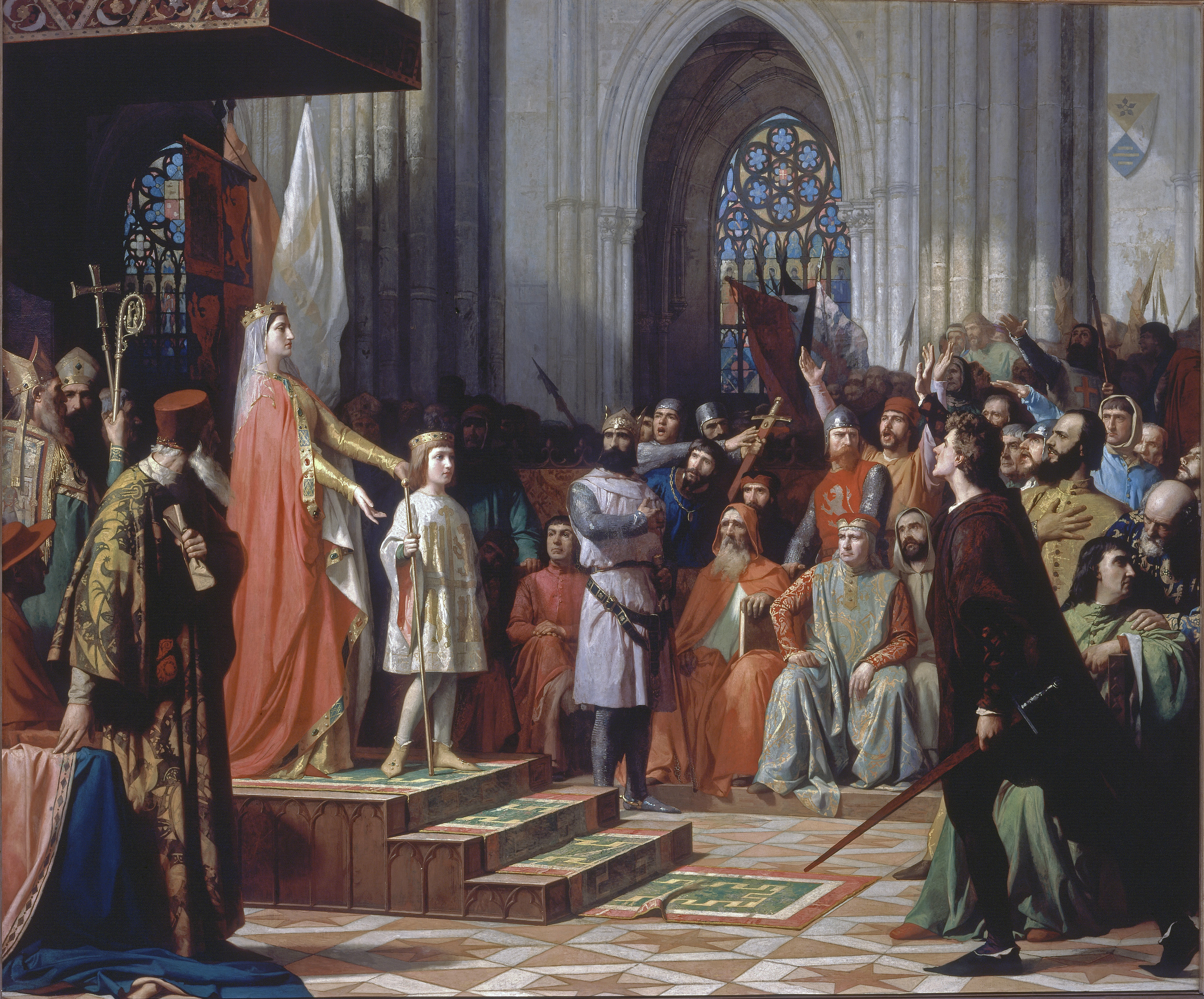
María de Molina presenta a su hijo Fernando IV en las Cortes de Valladolid de 1295. Óleo sobre lienzo de Antonio Gisbert Pérez. 1863. (Congreso de los Diputados de España).

A la muerte de su tío Alfonso Téllez de Meneses, que era hermano de su madre, se convirtió en señor de Meneses, Tiedra, Montealegre, Grajal de Campos, Alba de Liste, San Román, San Felices, y de la mitad de Alburquerque. En 1281, su hermana María de Molina contrajo matrimonio con el infante Sancho, hijo del rey Alfonso X de Castilla, quien a la muerte de su padre, en 1284, comenzó a reinar como Sancho IV de Castilla.
Sancho IV le nombró alférez del rey en 1288, y desempeñó el cargo hasta el año 1295, en que fue reemplazado por Nuño González de Lara. Alfonso Téllez de Molina poyó en todo momento a su hermana, la reina María de Molina, en las disputas que la reina mantuvo con la nobleza durante las minorías de edad de Fernando IV y Alfonso XI.
A la muerte de Fernando IV de Castilla, que falleció en Jaén el 7 de septiembre de 1312, subió al trono su hijo, Alfonso XI, que tenía un año de edad. La reina María de Molina y su hijo el infante Pedro, junto con el infante Juan, hijo de Alfonso X, eran los principales aspirantes a ser los tutores del rey Alfonso XI. Y en las Cortes de Palencia de 1313, que fueron las primeras del reinado de Alfonso XI, Alfonso Téllez de Molina apoyó a su sobrino, el infante Pedro de Castilla.
La Gran Crónica de Alfonso XI afirma que el infante Pedro, hermano de Fernando IV y aspirante a ejercer la tutoría del rey junto con su madre, acudió a las Cortes de Palencia acompañado de un ejército de doce mil hombres, después de haberlo reclutado en Asturias y Cantabria, y, según refiere la misma crónica, dispuesto a responder a los agravios que el infante Juan y sus partidarios le habían hecho, aunque al final no se produjo ningún enfrentamiento entre los partidarios de ambos. En el bando del infante Pedro, al que apoyaba su suegro, el rey Jaime II de Aragón, militaban su tío Alfonso Téllez de Molina, Tello Alfonso de Meneses, hijo del anterior, Juan Alfonso de Haro, señor de los Cameros, Rodrigo Álvarez de las Asturias, y Fernán Ruiz de Saldaña, entre otros ricoshombres, y también contaba con el apoyo de la mayor parte de la nobleza de Andalucía, de los concejos y hombres buenos de la frontera de Andalucía, y de los maestres de las órdenes militares de Santiago, Calatrava y Alcántara, y diversos autores afirman que los partidarios del infante Pedro y de su madre pretendían defender a la institución monárquica de las arbitrariedades y abusos de poder cometidos por la vieja nobleza castellana, capitaneada por el infante Juan y sus partidarios, que pretendían el afianzamiento de la misma frente al creciente fortalecimiento de la monarquía en el reinado de Fernando IV.
Alfonso Téllez de Molina falleció en 1314, cuando contaba aproximadamente con 52 años de edad.

## Matrimonio y descendencia
Contrajo matrimonio hacia 1285 con Teresa Pérez de Asturias, hija de Pedro Álvarez de las Asturias, señor de Noreña, y de su esposa Sancha Rodríguez de Lara, y fruto de su matrimonio nació un hijo:
- Tello Alfonso de Meneses (c.1288-1315).[13]  A la muerte de su padre, pasó a ser el VIII señor de Meneses, y también de Tiedra, Montealegre, Grajal de Campos, Alba de Liste, San Román, San Felices, y Villagarcía de Campos. Contrajo matrimonio con María de Portugal, hija del infante Alfonso de Portugal y de Violante Manuel, hermana del magnate Don Juan Manuel.[3][13]

| Predecesor: Diego López V de Haro | Alférez del rey 1288–1295 | Sucesor: Nuño González de Lara |